# غسيل رياضي

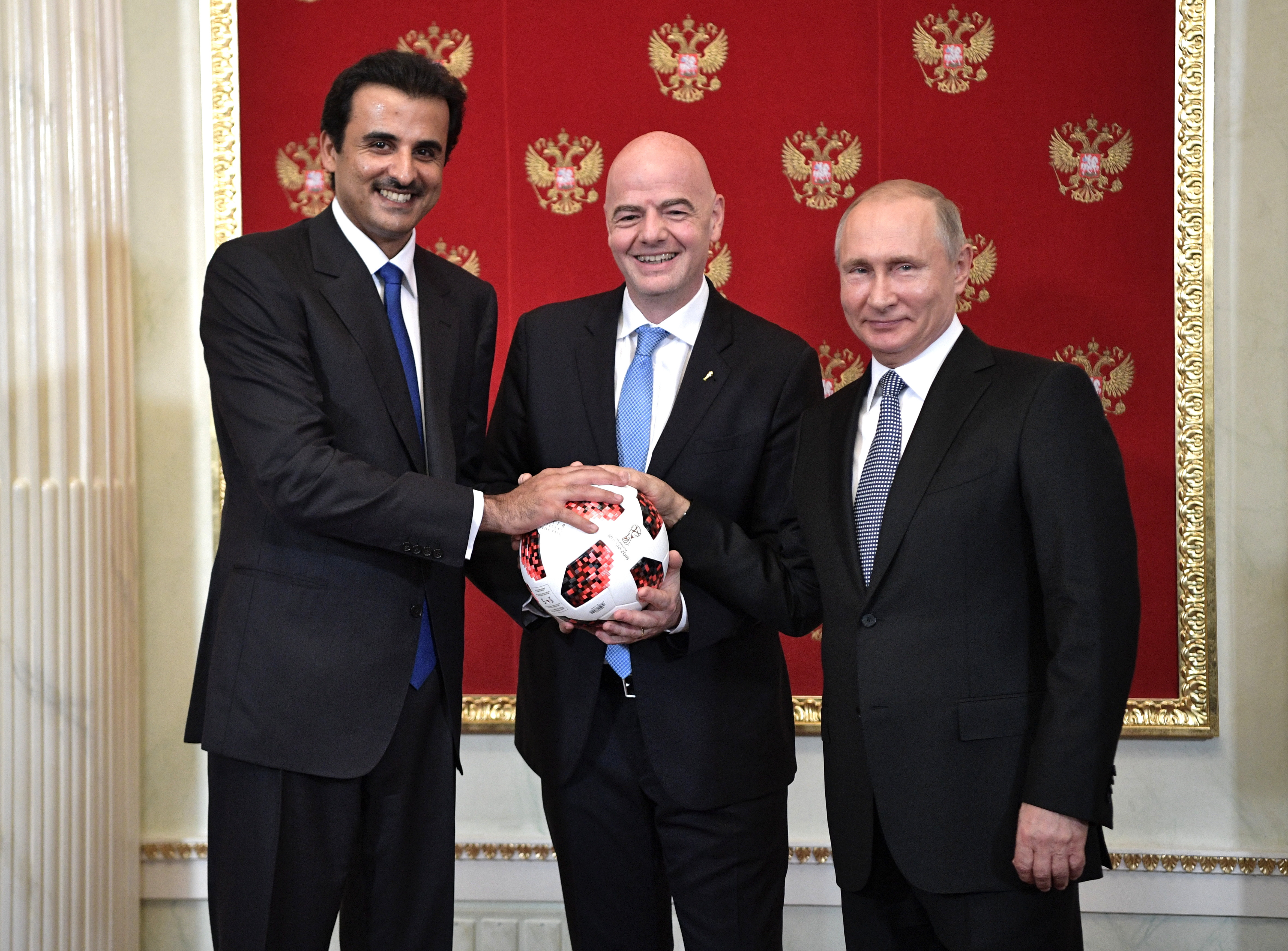
أمير قطر تميم بن حمد آل ثاني ورئيس الاتحاد الدولي لكرة القدم جياني إنفانتينو والرئيس الروسي فلاديمير بوتين في مراسم نقل حق استضافة كأس العالم يوم 15 يوليو 2018.

الغسيل الرياضي (بالإنجليزية: Sportswashing)‏ هو مصطلح يطلق على ممارسة يستخدمها فرد أو جماعة أو شركة أو دولة قومية للرياضة لتحسين سمعتهم السيئة، من خلال استضافة حدث رياضي أو شراء أو رعاية فرق رياضية أو من خلال المشاركة في الرياضة نفسها.
على مستوى الدولة القومية تم استخدام الغسيل الرياضي لتوجيه الانتباه بعيدًا عن انتهاكات حقوق الإنسان وفضائح الفساد داخل الحكومات. بينما يتم استخدام الغسيل الرياضي على مستوى الأفراد أو الشركات للتستر وتوجيه الانتباه بعيدًا عن رذائل أو جرائم أو فضائح الشخص أو الشركة. تم اعتبار الغسيل الرياضي شكل من أشكال التبييض.
على مستوى الدولة القومية، تم وصف الغسيل الرياضي بأنه جزء من القوة الناعمة للأمة. تم الاستشهاد باستضافة روسيا لبطولة كأس العالم 2018 كمثال، حيث كانت سمعة البلاد العالمية منخفضة بسبب سياستها الخارجية وأدى الحدث إلى توقف المناقشات المتعلقة بها، وبدلاً من ذلك تم التركيز على مدى نجاح تنظيم كأس العالم وكيف كان الشعب الروسي ودودًا. غالبًا ما يجادل الأشخاص من الدول المتهمين بالغسيل الرياضي بأنهم يريدون ببساطة الاستمتاع بالأحداث الرياضية في بلدانهم الأصلية وأن المقاطعات الرياضية وإعادة تنظيم الأحداث غير عادلة للمشجعين الرياضيين وغير فعالة في تغيير سياسة الحكومة.

## الغسيل الرياضي برعاية مؤسساتية
- رعاية الدولة السعودية لفريق نيوكاسل يونايتد لكرة القدم (المملكة المتحدة - الدوري الممتاز).[11][12]
- رعاية شركة النفط الحكومية الروسية غازبروم لفريق كرة القدم الوطني الألماني، شالكه 04، ودوري أبطال أوروبا ومستلزماته.[13]
- رعاية الشركة الروسية القابضة المحدودة يو إس إم هولدينغز نادي إيفرتون لكرة القدم، وهي مملوكة لرجل الأعمال أليشر أوزمانوف المعروف بأنه رجل أعمال موال للكرملين.[14]
- رعاية الخطوط الجوية القطرية فرق كرة القدم:[15][16]
  - نادي برشلونة
  - نادي روما (رابطة روما الرياضية)
  - نادي بوكا جونيورز الرياضي
  - نادي باريس سان جيرمان
  - نادي بايرن ميونيخ لكرة القدم
- يرعى مطار حمد الدولي في قطر نادي بايرن ميونيخ منذ عام 2018.[17]
- عقدت خطوط رويال بروناي الجوية صفقة رعاية مع دوري كرة القدم الأسترالية الأوروبي في عام 2014. انتهى اتفاق الرعاية في العام نفسه بعد مواجهته احتجاجات جماعات حقوقية.[18]
- اتفاق الرعاية الذي عقدته الحكومة الفنزويلية عن طريق شركة النفط الوطنية الفنزويلية لسائق سباقات الفورمولا وان باستور مالدونادو الذي تسابق في فريق ويليامز الجائزة الكبرى الهندسي المحدود في عامي 2011 و2011، وفريق لوتس إف 1 في عامي 2014 و2015. أدرج شعار شركة النفط الوطنية الفنزويلية على ملصق سيارات الفريقين خلال هاتين الفترتين.[19]
- رعاية تلفزيون الصين المركزي فريق سباقات الفورمولا وان جوردان غراند بري في سنة 2003.
- رعاية شركة طيران الخليج التابعة لمملكة البحرين نادي تشيلسي لكرة القدم ونادي كوينز بارك رينجرز.[20]
- رعاية شركة النفط العربية السعودية فريق أستون مارتن للفورمولا وان، فضلًا عن رعاية فعاليات فورمولا وان ككل.
- رعاية شركة طيران الخطوط الجوية العربية السعودية فريق ويليامز إف ون بين عامي 1977 و1984.
- رعاية الخطوط الجوية الروسية - إيروفلوت لنادي مانشستر يونايتد.[21]
- رعاية هيئة السياحة الرواندية لفريق أرسنال.[22]
- رعاية هيئة السياحة الأذربيجانية لنادي أتليتكو مدريد.
- دعم مشروع نيوم المدعوم من قبل صندوق الاستثمارات العامة في السعودية فريق ماكلارين لسباق فورمولا إي وإكستريم إي.
- شراكة شركة النفط رويال داتش شل مع بريتش سايكلينغ سنة 2022.
- صادقت مجموعة إي آي إيه التي تتخذ من هونغ كونغ مقرًا لها وترعى نادي توتنهام هوتسبير الإنجليزي لكرة القدم على قانون الأمن الوطني لهونغ كونغ في عام 2020، الذي أدانته مجموعة من السياسيين البريطانيين وطالبت الفريق بالتخلي عن الرعاية.[23]

## الاستضافة

### كرة السلة
- بطولة العالم لكرة السلة لعام 1978، التي أقيمت في الفلبين في ظل نظام فرديناند ماركوس.
- إقامة بطولة كأس العالم لكرة السلة 2010 في تركيا.[24]
- انعقاد بطولة أمم الأمريكتين لكرة السلة 2013 في فنزويلا.[22]
- إقامة كأس العالم لكرة السلة 2019 في الصين.[25]
- انعقاد دوري أفريقيا لكرة السلة 2021 في رواندا.[26]
- إقرار إقامة بعض جولات كأس العالم لكرة السلة 2023 في الفلبين تحت حكم بونغ بونغ ماركوس.

### الملاكمة
- عقدت مباراة الملاكمة الخفيفة ذات الوزن الثقيل سنة 1973 بين الجنوب أفريقي بيير فوري والأمريكي بوب فوستر في ملعب راند، جوهانسبرغ، جنوب أفريقيا وقت فترة الفصل العنصري.[27]
- مباراة الوزن الثقيل بلا منازع سنة 1974 بين جورج فورمان ومحمد علي، تحت اسم «المواجهة في الأدغال»، في كينشاسا، زائير (الآن جمهورية الكونغو الديمقراطية).[27]
- مباراة الوزن الثقيل الثلاثية العالمية سنة 1975 بين محمد علي وجو فريزر، التي عرفت باسم التي عقدت في مدينة كويزون، الفلبين أثناء ديكتاتورية فرديناند ماركوس.
- مباراة رابطة الملاكمة العالمية للوزن الثقيل عام 1980 بين جيري كويتزي ومايك ويفر في صن سيتي بجنوب أفريقيا مجددًا خلال حقبة الفصل العنصري.[28]
- أقيمت بطولة العالم للملاكمة لعام 2015 في قطر.[29]
- مباراة العالم للوزن الثقيل 2019 بين أندي رويز جونيور وأنطوني جوشوا، المعروفة باسم نزال الدرعية، في الدرعية، السعودية.[27]

### سباق الدراجات
- عقد طواف فنزويلا منذ عام 1963.
- عقد طواف كوبا في الفترة بين عامي 1964 و2010.
- عقد طواف تاشيرا منذ عام 1966.
- جولة قطر بين عامي 2002 و2016.
- جولة بكين بين عامي 2011 و2014.
- جولة دبي بين عامي 2014 و2018.
- جولة أبو ظبي بين عامي 2015 و2018.
- تنظيم بطولة العالم لسباق الدراجات على الطريق 2016 في قطر.
- عقد طواف قوانغشي منذ سنة 2017.
- تنظيم المرحلة الثانية من طواف إيطاليا 2018 في إسرائيل.
- عقد جولة الإمارات منذ عام 2019.
- عقد جولة عمان منذ عام 2020.
- إقرار إقامة بطولة العالم لسباق الدراجات على الطريق عام 2025 في رواندا.[30]

### بطولات كرة القدم
- عقد كأس العالم لكرة القدم عام 1934 أثناء حكم بنيتو موسوليني في إيطاليا.
- كأس أمم أوروبا 1964 الذي أقيم في إسبانيا في عهد ديكتاتورية فرانسيسكو فرانكو.
- كأس آسيا 1972 الذي أقيم في تايلاند في ظل الحكم العسكري الدكتاتوري.
- كأس العالم لكرة القدم عام 1978 الذي أقيم في الأرجنتين في ظل حكم دكتاتورية عسكرية.[31]
- إقامة بطولة العالم للشباب لكرة القدم 1985 في الاتحاد السوفيتي.
- إقامة بطولة العالم تحت 16 سنة لكرة القدم 1985 في الصين.[32]
- إقامة نهائيات كأس آسيا 1988 في قطر.
- إقامة بطولة العالم للشباب لكرة القدم 1989 في السعودية.
- إقامة كأس العالم لكرة القدم للسيدات 1991 في الصين.
- انعقاد بطولة العالم للشباب لكرة القدم عام 1995 في قطر.
- تنظيم كأس السوبر الإيطالي 2002 بين نادي يوفنتوس لكرة القدم ونادي بارما كالتشيو في ليبيا في عهد معمر القذافي.
- إقامة كأس آسيا 2004 في الصين.[33]
- انعقاد كأس العالم لكرة القدم للسيدات 2007 في الصين (قدمت الدعوة في البداية سنة 2003، لكنها انتقلت إلى الولايات المتحدة بسبب تفشي السارس 2002-2004).
- انعقاد بطولة سود أميريكانو كوبا أمريكا 2007 في فنزويلا.
- انعقاد كأس آسيا لعام 2011 في قطر.
- انعقاد كأس الأبطال الفرنسي 2013 بين نادي باريس سان جيرمان ونادي جيروندان دي بوردو لكرة القدم في الغابون.[32]
- إقامة كأس العالم لكرة القدم 2014 في البرازيل.[34]
- إقامة كأس العالم لكرة القدم 2018 في روسيا.
- أقام كأس السوبر الإيطالي مباراتين مثيرتين للجدل في المملكة العربية السعودية:
  - كأس السوبر الإيطالي 2018 بين يوفنتوس وإيه سي ميلان في جدة، المملكة العربية السعودية.
  - كأس السوبر الإيطالي 2019 بين يوفنتوس ونادي لاتسيو الذي عقد في الرياض، المملكة العربية السعودية.[35]
- انعقاد نهائي الدوري الأوروبي 2019 بين تشيلسي وأرسنال في أذربيجان.
- انعقاد كأس العالم للأندية 2019 في قطر.
- إقامة كأس السوبر الإسباني مباريات كرة قدم في السعودية:
  - كأس السوبر الإسباني 2019-2020 في جدة، المملكة العربية السعودية.[36]
  - كأس السوبر الإسباني 2021-2022 في الرياض، المملكة العربية السعودية.[37]
- انعقاد كأس العالم للأندية لكرة القدم 2020 في قطر.
- انعقاد بطولة أمم أوروبا 2020 في العديد من البلدان، بما فيها البلدان ذات السجل الضعيف في مجال حقوق الإنسان:
  - المجموعة إف والجولة 16 في بودابست، هنغاريا.
  - المجموعة إيه وربع النهائيات في باكو، أذربيجان.[38]
  - المجموعة بي، والمجموعة إي الدور ربع النهائي في سان بطرسبرغ.
- انعقاد بطولة كوبا أمريكا 2021 في البرازيل.
- مباراة دييغو مارادونا 2021 بين ناديي برشلونة وبوكا جونيورز تحت مسمى «كأس مارادونا» في السعودية.
- كأس الأبطال الفرنسي 2021 بين نادي ليل وباريس سان جرمان في إسرائيل.[39]
- كأس الأمم الأفريقية 2021 المقام في الكاميرون.
- كأس الأبطال الفرنسي 2022 بين باريس سان جيرمان ونادي نانت في نفس مكان الموسم الماضي.[40]
- كأس العالم لكرة القدم 2022 في قطر.
- كأس آسيا 2023 المقرر إقامته في قطر (كان من المخطط بدايةً إقامته في الصين).
- تنظيم كأس العالم للأندية 2022 في الصين (حسب المخطط).